# Libochovany
Obec Libochovany se nachází v okrese Litoměřice v Ústeckém kraji, necelých osm kilometrů severozápadně od Litoměřic na pravém břehu řeky Labe, která se v těchto místech prořezává masívem Českého středohoří. V obci žije 573 obyvatel.

## Název
Název vesnice je odvozen z osobního jména Liboch ve významu ves lidí Libochových, nebo z přídavného jména libochovský odvozeného z místního jména Libochovic ve významu ves založená z Libochovic. V písemných pramenech se jméno objevuje ve tvarech: Lubohovaz a Liubohovass (okolo 1057), Liubochwan (1115), in Lubochowan (1186), de Lubochowani (1251), de Lvbochowan (1282), Lybchova (1352), Lybochan (1369), Lybochowan (1384), Libochowan (1385), w Libochowanech (1547), v ves Libochowany (1623), Libochowany (1638), Lybochowany (1654), Libochowan (1720), Libochowan a Libochowany (1787) a Libochovany nebo Libochowann (1854).

## Historie
První písemná zmínka o vesnici z roku 1057 (1056–1058) se nachází v zakládací listině litoměřické kapituly. V první polovině třináctého století části vesnice patřily kladrubskému a doksanskému klášteru, od poloviny téhož století zde také sídlil vladycký rod zastoupený roku 1251 Vlkem z Libochovan a roku 1276 je uváděn Předslav z Újezda. Z roku 1395 pochází první zmínka o zdejší tvrzi. Vesnice byla stále rozdělena na více dílů, které patřily vladykům ze Sebuzína, Vchynickým z Vchynic, kladrubskému a doksanskému klášteru. Z období husitských válek jsou v Libochovanech uváděni roku 1420 Drlík z Libochovan a v letech 1423 a 1427 Vaněk Nos z Kvítkova. Na konci patnáctého století zde bez dědiců zemřel Mikuláš ze Sebuzína, a král Vladislav Jagellonský odúmrť věnoval Buškovi Milešovskému ze Sulevic a Bohuslavovi z Újezdce. Roku 1498 však král majetek znovu věnoval Václavu Bezdružickému z Kolovrat a ten ho o rok později postoupil Vojtěchu Tvochovi z Nedvídkova.
Po roce 1499 Libochovany získali Kaplířové ze Sulevic. Při dělení dědictví v roce 1541 jsou zmiňováni bratři Jan Kunát a Fridrich, z nichž první získal tvrz s poplužním dvorem a několik vesnic. Fridrich svůj díl, který tvořily mimo jiné některé libochovanské dvory, roku 1548 prodal Václavu Kaplířovi ze Sulevic na Milešově a ten o dva roky později Vilému Kamýckému ze Žernosek. Po smrti Jana Kunáta prodal poručník jeho potomka panství Frycalu Klusákovi z Kostelce. Po něm se v držení Libochovan vystřídal jeho bratr Ondřej Klusák z Kostelce, od roku 1563 Zdislav Abdon Bezdružický z Kolovrat, od roku 1578 Jan Šlejnic ze Šlejnic, od roku 1587 Kryštof z Roupova na Vildštejně a Poříčí a jeho synové, kteří panství prodali Vilémovi Kamýckému ze Lstiboře.
Vilém Kamýcký tak spojil dvě části libochovanského panství a starou tvrz nechal přestavět na pozdně renesanční zámek. Jeho syn Jan Všebor Kamýcký ze Lstiboře se zúčastnil stavovského povstání, a za trest byly jeho statky (Libochovany, Prackovice nad Labem a Velké Žernoseky) převedeny v léno. Janovi bratři odmítli přestoupit ke katolictví, a když Jan roku 1625 zemřel, bylo jim panství zabaveno a o rok později ho koupil mincmistr Vilém z Vřesovic za 65 379 kop míšeňských grošů. Roku 1667 libochovanské panství získali Nosticové a připojili je k Velkým Žernosekám, ke kterým Libochovany patřily až do konce devatenáctého století.

## Obyvatelstvo
|                                                        | 1869 | 1880 | 1890 | 1900 | 1910 | 1921 | 1930 | 1950 | 1961 | 1970 | 1980 | 1991 | 2001 | 2011 |
| ------------------------------------------------------ | ---- | ---- | ---- | ---- | ---- | ---- | ---- | ---- | ---- | ---- | ---- | ---- | ---- | ---- |
| Obyvatelé                                              | 401  | 470  | 473  | 461  | 573  | 570  | 718  | 570  | 624  | 556  | 553  | 465  | 469  | 517  |
| Domy                                                   | 78   | 86   | 88   | 90   | 113  | 118  | 150  | 153  | 168  | 138  | 142  | 157  | 158  | 165  |
| Data z roku 1961 zahrnují i domy místní části Řepnice. |      |      |      |      |      |      |      |      |      |      |      |      |      |      |

## Pamětihodnosti

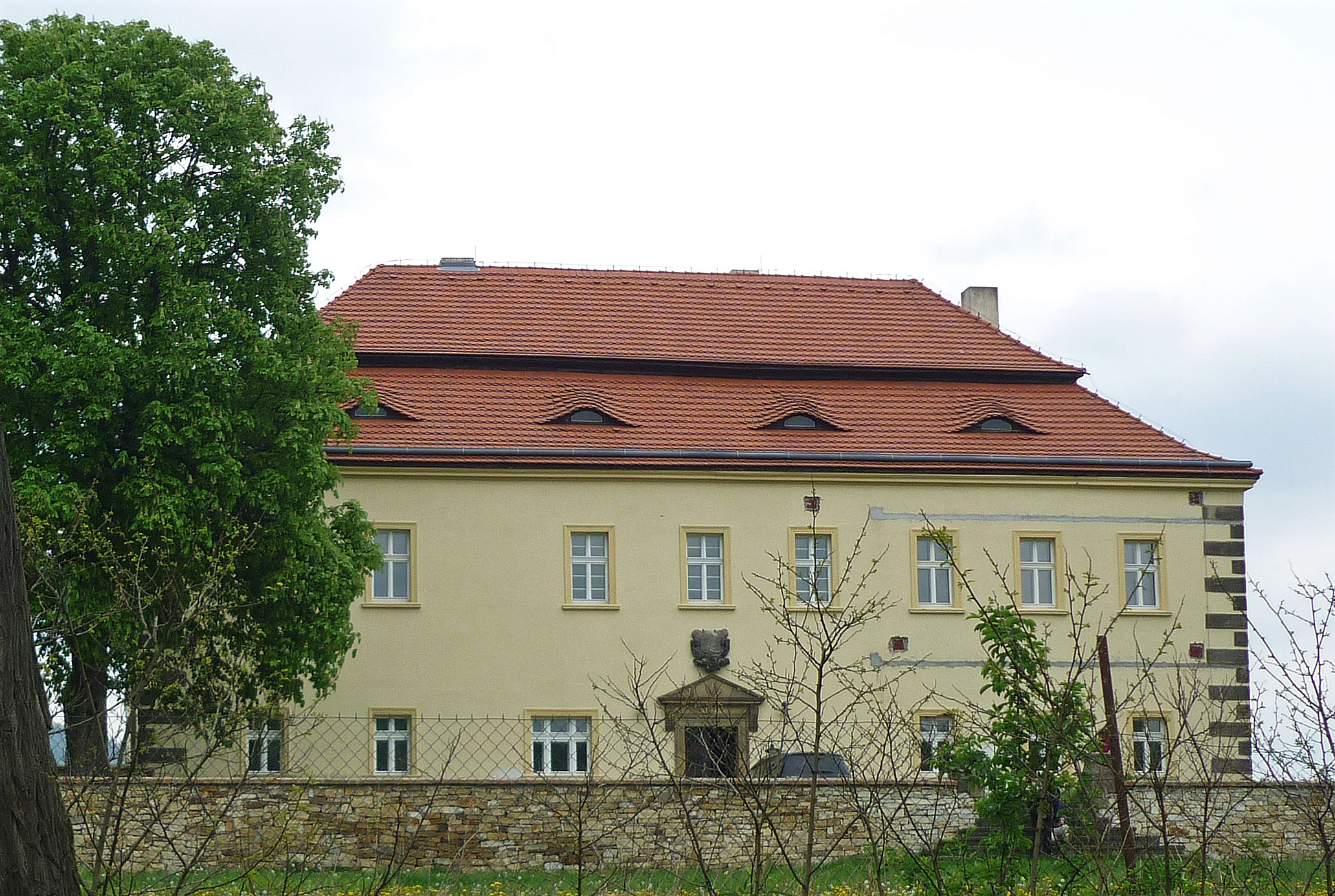
Zámek

- Libochovanský zámek vznikl přestavbou gotické tvrz na konci šestnáctého století. Ve druhé polovině sedmnáctého století byl barokně upraven.[5]
- Novogotický kostel Narození Panny Marie byl postaven v letech 1893–1895.[9]
- Sloup se sochou Panny Marie pochází z první poloviny devatenáctého století.[9]
- Hradiště na vrchu Hrádek, archeologická lokalita
- Přírodní rezervace Kalvárie

## Části obce
- Libochovany
- Řepnice

## Galerie

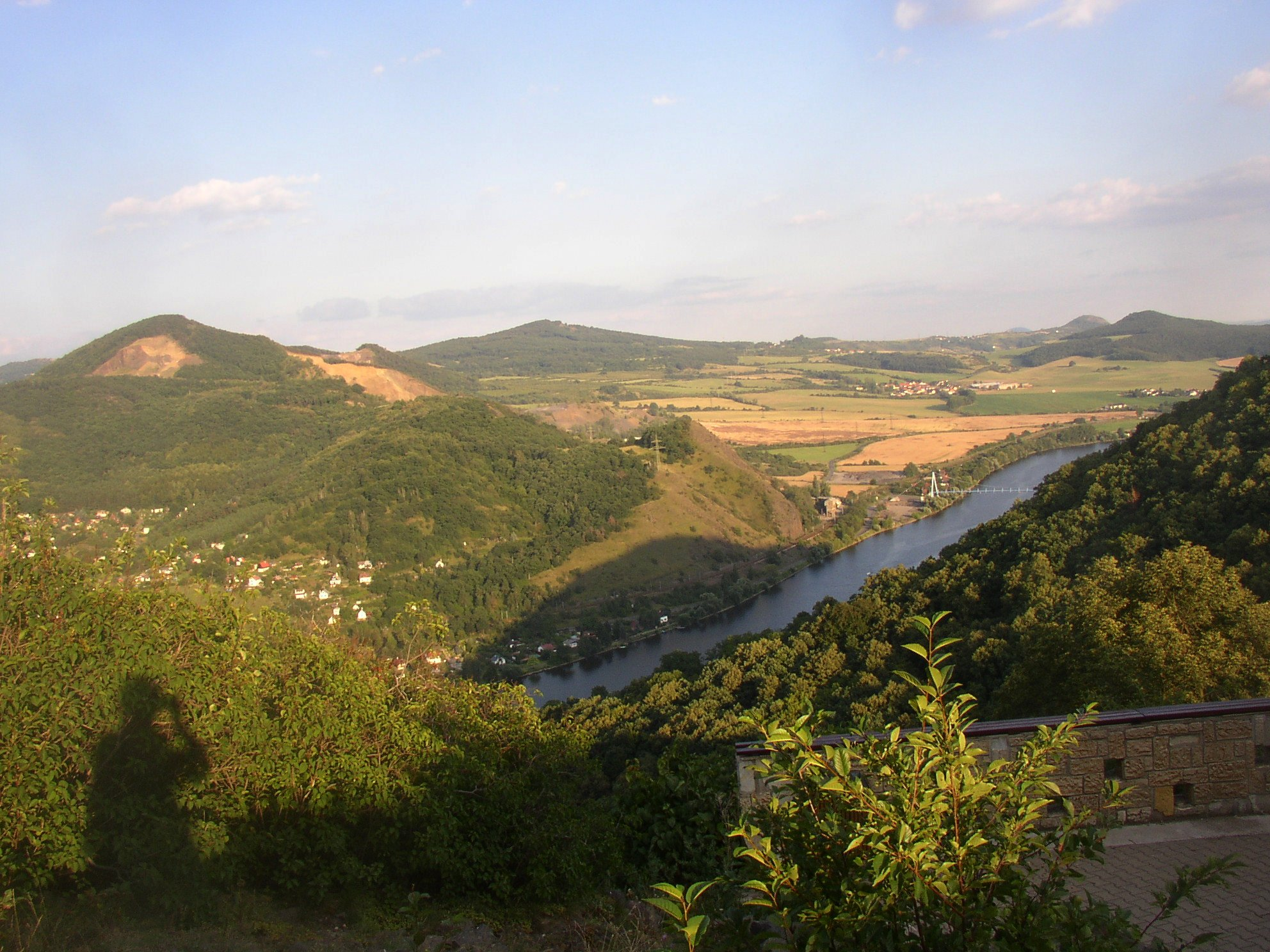
Pohled na místní část Řepnice z Dubické vyhlídky; vlastní Libochovany zakrývá svah na pravém okraji
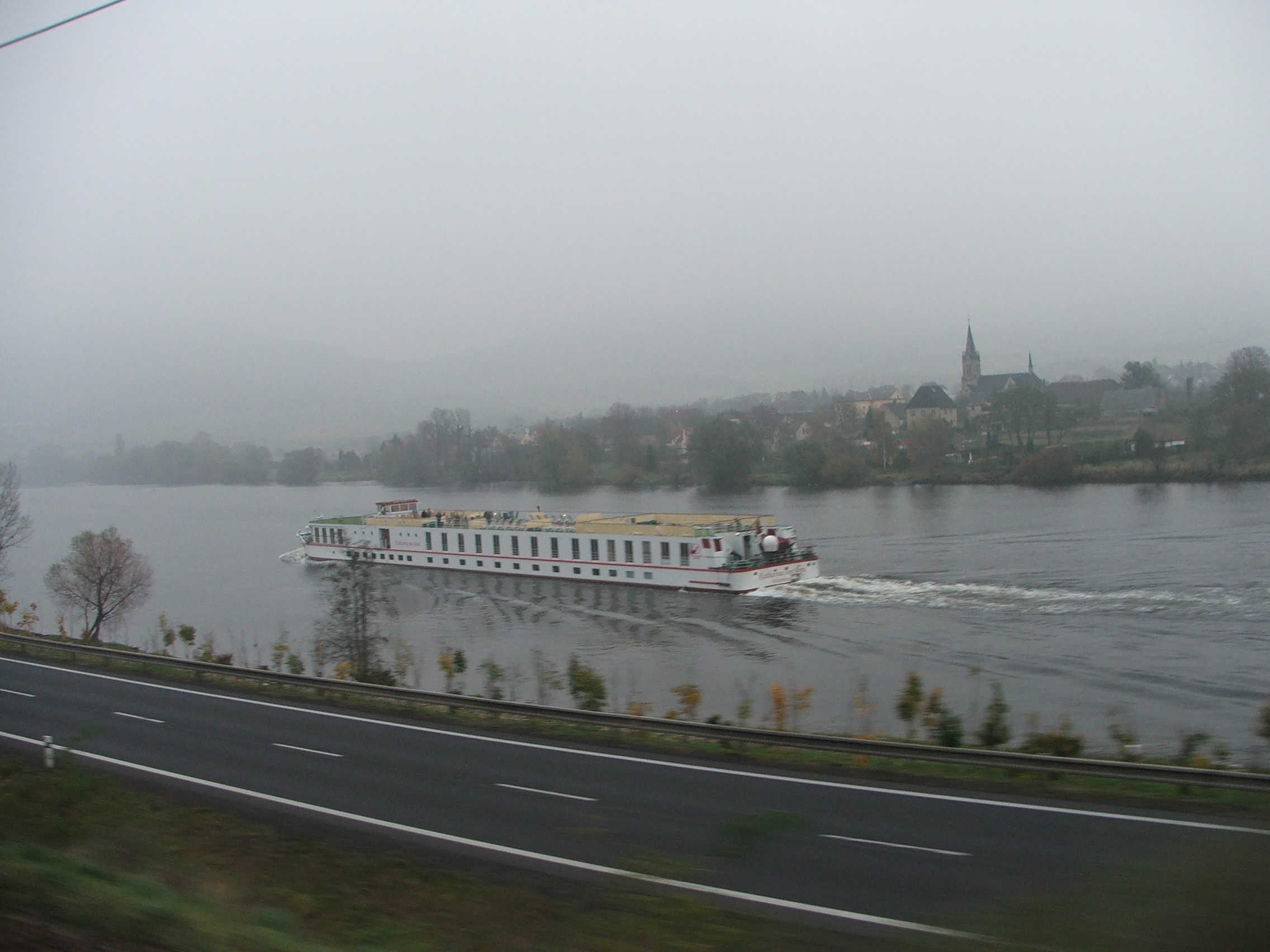
Osobní loď na Labi u Libochovan
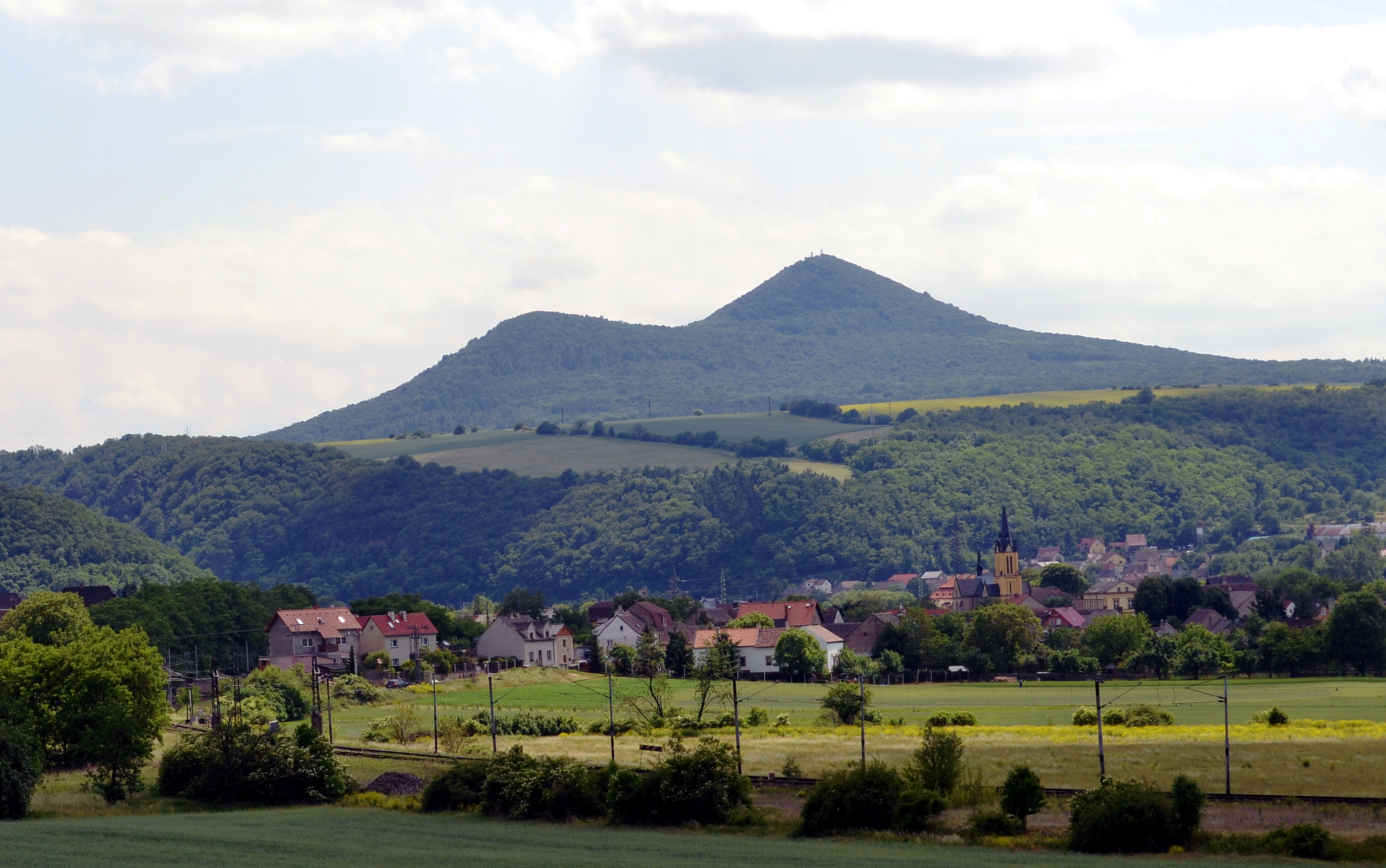
Libochovany, v pozadí se tyčí vrch Lovoš